# Forests baixes de Guinea occidental
La Selva guineana occidental de terres baixes és una ecoregió del tipus boscos tropicals i subtropicals de frondoses humits definida pel Fons Mundial per la Natura (WWF), que s'estén des del sud de Guinea i Sierra Leone, a través de Libèria, fins al sud-oest de Costa d'Ivori. Forma part, juntament amb la selva guineana oriental i la selva montana guineana, de la regió denominada «bosc humit guineà», inclosa en la llista Global 200.

## Descripció
És una ecoregió de selva plujosa més occidental d'Àfrica i téuna extensió de 206.700 quilòmetres quadrats. Limita al nord amb el mosaic de selva i sabana de Guinea i la selva montana guineana, a l'oest i al sud amb el manglar guineà i l'oceà Atlàntic, i a l'est amb la selva guineana oriental, de la qual la separa el riu Sassandra, a Costa d'Ivori. És una de les regions més humides de l'Àfrica Occidental, amb precipitacions que aconsegueixen els 5000 mm anuals en algunes zones. L'estació seca és curta però intensa. Les temperatures oscil·len entre 30 i 33 °C durant l'estació seca, i entre 12 i 21 °C a la humida. Entre desembre i febrer, el Harmatan, un vent fred i sec que bufa des del desert del Sàhara, fa baixar les temperatures fins a entre 12 i 15 °C.

## Flora
L'ecoregió conté selves sempreverdes, selves semicaducifòlies, selves pantanoses i selves de galeria. El dosser arriba als 30 metres d'altura, amb arbres emergents que s'eleven fins als 50 o 60 m. Els arbres més comuns són Dacroydes klaineana, Strombosia glaucescens, Allanblackia floribunda, Coula edulis i el banús Diospyros sanzaminika. La vegetació dominant de l'ecoregió és la selva secundària derivada de l'agricultura itinerant de frega i crema, amb plantes de creixement ràpid com Funtumia africana, Holarrhena floribunda i Pycnanthus angolensis.
De les més de dues-centes espècies de plantes endèmiques destaca la família de les dioncofil·làcies de l'ordre desl cariofil·lals que només es troba en aquesta zona.

## Fauna
La fauna és molt diversa. Entre els primats destaquen el cercopitec Diana (Cercopithecus diana), el cercopitec de Campbell (Cercopithecus campbelli), el cercopitec de nas blanc petit (Cercopithecus Petaurista), el mangabei fosc (Cercocebus atys), el colòb vermell (Piliocolobus badius), el colòb verd (Procolobus verus) i el ximpanzé (Pan troglodytes); alguns d'ells tenen subespècies endèmiques.
Altres grans mamífers presents són l'hipopòtam nan (Hexaprotodon liberiensis), el lleopard (Panthera pardus), l'elefant africà de bosc (Loxodonta cyclotis), el duiquer de Maxwell (Cephalophus maxwelli), l'antílop jeroglífic (Tragelaphus scriptus) i el porc senglar de riu (Potamochoerus porcus). La diversitat d'invertebrats de la regió està poc estudiada; durant inventaris realitzats a Sierra Leone a la fi del segle xx es van descobrir noves espècies d'insectes.
Entre la fauna endèmica destaquen:

### Mamífers
N'hi ha cinc: el duiquer de Jentink (Cephalophus jentinki), el duiquer ratllat (Cephalophus zebra), la mangosta de Libèria (Liberiictis kuhni), la geneta de Johnston (Genetta johnstoni), i el ratolí Hybomys planifrons.

### Aus
S'hi troben el Phyllastrephus leucolepis, Melaenornis annamarulae, malimbus ballmanni, el botxí de Taurati (laniarius turatii), l'estornell d'ulls brillants (Coccycolius iris), illadopsis rufescens i la pintada pitblanca (Agelastes meleagrides).

### Rèptils
Destaquen l'amfisbeni cec Cynisca leonine, la sargantana Euprepis bensonii i la serp Typhlops leucostictus així com tretze amfibis, entre les quals cal citar les granotes Pseudhymenochirus Merlini, present només a Guinea i Sierra Leone, Cardioglossa aureoli, exclusiva de les muntanyes properes a Freetown a Sierra Leone, Cardioglossa liberiensis i Phrynobatrachus taiensis, i el gripau Bufo danielae.

### Insectes
Dues espècies endèmiques de libèl·lula: Argiagrion Leoninum i Allorhizucha campioni.

## Estat de conservació
L'ecoregió és perill crític. Una gran extensió de selva ha desaparegut per l'agricultura de boïga i crema. La caça, la tala, la mineria i les guerres civils són les principals amenaces. L'àrea protegida no supera els 3% de la superfície. Destaquen els parcs nacionals de Taï i de la Muntanya Peko, a Costa d'Ivori, i el Parc nacional de Sapo, a Libèria.